# Guentheriana
Guentheriana is een geslacht van wantsen uit de familie van de Pyrrhocoridae (Vuurwantsen). Het geslacht werd voor het eerst wetenschappelijk beschreven door Stehlík in 2006.

## Soorten
Het genus bevat de volgende soort:

- Guentheriana flavolineata Stehlík, 2006